# Bee Card

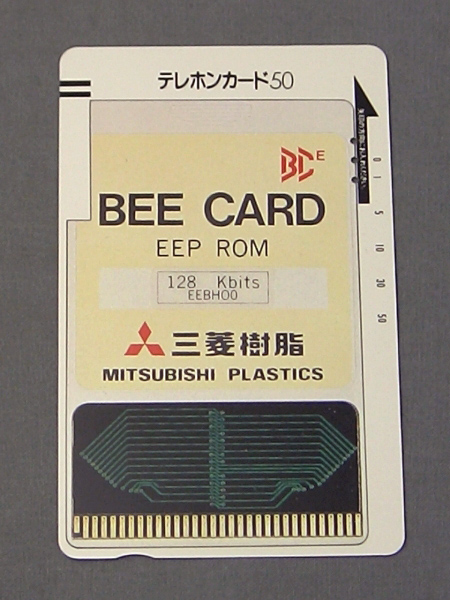
Tarjeta telefónica BeeCard de 128 kilobits fabricada por Mitsubishi Plastics.

Una Bee Card (ビーカード Bī Kādo?)  es un cartucho ROM desarrollado por Hudson Soft como un medio de distribución de software para computadoras MSX .  Las Bee Cards son aproximadamente del tamaño de una tarjeta de crédito, pero más gruesas.  En comparación con la mayoría de los cartuchos de juegos, la Bee Card es pequeña y compacta.  Debido al tamaño de la tarjeta, Atari Corporation también la adoptó para Atari Portfolio , una PC de mano lanzada en 1989.  También fue utilizado por algunos sintetizadores y estaciones de trabajo Korg como almacenamiento externo de contenido del usuario como programas de sonido o datos de canciones. 
Sólo una pequeña cantidad de títulos de software de MSX se publicaron en Bee Card.  Para aceptar una Bee Card, la ranura del cartucho del MSX tenía que estar equipada con un adaptador extraíble: el Hudson Soft BeePack.  Las primeras Bee Cards fueron producidas en masa, sin embargo, fueron las tarjetas telefónicas EEPROM fabricadas por Mitsubishi Plastics ; estas fueron vendidos por primera vez en Japón en 1985.  Los nombres comerciales Bee Card y Bee Pack se derivan del logotipo corporativo de Hudson Soft, que presenta una abeja  de dibujos animados. 

## Software MSX publicado en Bee Card
Hudson Soft y otros editores de software distribuyeron al menos once títulos de software MSX en Bee Card:
| Title                                 | Catalog number | Publisher                       | Year |
| ------------------------------------- | -------------- | ------------------------------- | ---- |
| Baseball Craze                        | BC-M1, BC-M1E  | Hudson Soft                     | 1985 |
| Star Force                            | BC-M2          | Tehkan                          | 1985 |
| Jet Set Willy                         | BC-M3          | Hudson Soft                     | 1985 |
| T-Plan                                | BC-M4          | Hudson Soft                     | 1984 |
| Pooyan                                | BC-M5          | Konami                          | 1985 |
| Bomberman                             | BC-M7          | Hudson Soft / Japanese Softbank | 1986 |
| Star Soldier                          | BC-M8          | Hudson Soft                     | 1986 |
| Champion Takahashi's Adventure Island | BC-M9          | Hudson Soft                     | 1986 |
| Videotel                              | 128-8 5509     |                                 |      |
| E-Piano III                           |                |                                 |      |

## HuCard
Más tarde, Hudson Soft colaboró con NEC para desarrollar una consola de videojuegos llamada PC Engine. Las compañías eligieron usar la tecnología de cartuchos de ROM delgada de Hudson Soft para distribuir el software PC Engine.  Hudson Soft adaptó el diseño a sus necesidades y produjo la tarjeta HuCard. Las HuCards son un poco más gruesas que las Bee Cards; además, mientras que una Bee Card tiene 32 pines, una HuCard tiene 38. 